# Shun'ya Yoshimi
Shun'ya Yoshimi (吉見 俊哉, Yoshimi Shun'ya, né le 22 avril 1957 au Japon) est un sociologue japonais.
Professeur de l'inter-faculté d'initiative en études de l'information à l'université de Tokyo, il est l'un des plus influents sociologues culturels du Japon et est surtout connu pour avoir participé à l'introduction des études culturelles au Japon. Ses sujets de recherche portent sur les études culturelles, les études de médias et la sociologie urbaine.
Shun'ya Yoshimi a écrit plusieurs livres sur des sujets comme la théorie de la culture (en), la culture urbaine, l'exposition internationale, la culture des médias, les technologies de l'information, le système impérial, et l'américanisation du Japon moderne et de l'Asie orientale.
Les ouvrages de Yoshimi incluent Dramaturgie dans la ville : Une histoire sociale des divertissements populaires dans le Tokyo moderne (Kobundo, 1987), Les Politiques d'exposition : Impérialisme, Mercantilisme et Divertissement populaire (Chuokoronsha, 1992), Sociologie culturelle dans l'âge des médias (Shinyosha, 1994), La Voix du capitalisme : La Construction sociale du téléphone, du gramophone, et de la radio au Japon (Kodansha, 1995), Syndrome de l'expo : Politiques d'après-guerre et lutte culturelle dans le Japon d'après-guerre (Chikuma Shobo, 2005) et Pro-Amérique : L'Inconscience politique dans le Japon d'après-guerre (Iwanami Shoten, 2007).
Il est doyen de l'inter-faculté d'initiative en études de l'information de 2006 à 2008 et est actuellement vice-président de l'université de Tokyo.
Yoshimi participe également à l'enseignement dans les universités du monde entier. Il est chercheur invité du El Colegio de México (1993), de l'École des hautes études en sciences sociales (1998), de l'université occidentale de Sydney (1999), et de l'université du Queensland (2000). Il est également membre de nombreuses communautés et conseils. Il est l'un des membres du comité exécutif de la revue académique Études culturelles inter-asiatiques (en) (Routledge), du conseil éditorial de la revue Cultural Studies (Routledge), l'un des éditeurs associés de Théorie, Culture & Société (en) (Sage), et membre du conseil éditorial des Études japonaises (Carfax Publishing).